# (261930) Moorhead
(261930) Moorhead est un astéroïde de la ceinture principale.

## Description
(261930) Moorhead est un astéroïde de la ceinture principale. Il fut découvert le 25 mai 2006 à Mauna Kea par Paul Wiegert. Il présente une orbite caractérisée par un demi-grand axe de 2,33 UA, une excentricité de 0,16 et une inclinaison de 1,9° par rapport à l'écliptique.

## Compléments